# Bono (Italia)
Bono (en sardo: Bòno) es un municipio de Italia de 3.800 habitantes en la provincia de Sassari, región de Cerdeña.

## Evolución demográfica
| Gráfica de evolución demográfica de Bono entre 1861 y 2001 |
|                                                            |
| Fuente ISTAT - elaboración gráfica de Wikipedia            |